# Bradford (Pensylwania)
Bradford – miasto w Stanach Zjednoczonych, w stanie Pensylwania, w hrabstwie McKean.